# Kallstroemia maxima
Kallstroemia maxima är en pockenholtsväxtart som först beskrevs av Carl von Linné, och fick sitt nu gällande namn av Hook. & Arn.. Kallstroemia maxima ingår i släktet Kallstroemia och familjen pockenholtsväxter. Inga underarter finns listade i Catalogue of Life.